# Dace Rukšāne

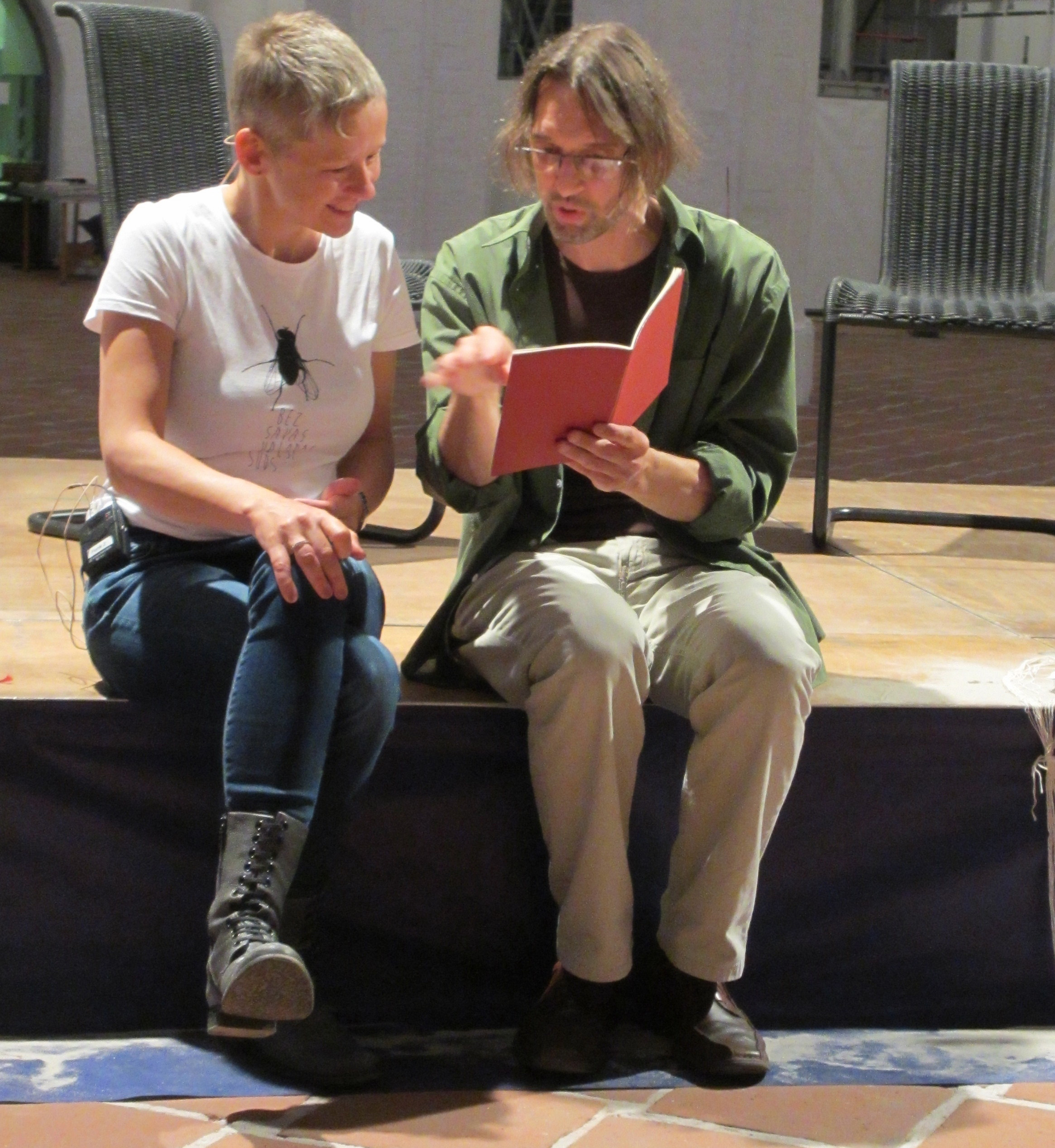
Dace Rukšāne und ihr Übersetzer ins Deutsche, Matthias Knoll, 2013 bei einer Lesung in St. Petri, Lübeck

Dace Rukšāne (* 7. August 1969 in Riga, Lettland) ist eine lettische Autorin, Journalistin und Kolumnistin.

## Leben
Rukšāne studierte von 1988 bis 1993 zunächst Biologie an der Lettischen Universität in Riga, danach von 1993 bis 1995 Medizin an der Lettischen Medizinakademie. Von 1999 bis 2004 arbeitete sie als freie Mitarbeiterin und Werbetexterin für verschiedene Werbeagenturen. Von November 2002 bis Dezember 2009 hatte sie in der Samstagsbeilage der lettischen Tageszeitung Diena eine eigene Kolumne mit dem Titel Sekss (Sex), in der sie vor allem über zwischenmenschliche Beziehungen und die seelischen Aspekte der Sexualität schrieb; ein Teil der Kolumnen erschien 2005 bzw. 2008 in Buchform. Von 2004 bis 2012 war sie Chefredakteurin der lettischsprachigen Frauenzeitschrift Lilit.
Als ihr Debütroman romāniņš (Romanchen, Novelette) 2002 beim Verlag Atēna in Riga erschien, hatte Lettland seinen Literaturskandal – und Dace Rukšāne wurde schlagartig zu einer öffentlichen Person. Ihr Buch, in dem sie ihre Protagonistin offen über Cunnilingus, Masturbation, lesbische Intermezzi, flotte Dreier und „die Nässe zwischen den Beinen“ sprechen lässt, wurde als „erotischer Roman“ skandalisiert – obwohl die „anstößigen“ Passagen nur auf wenigen Seiten vorkommen. Je nach Standpunkt wurden die Offenheit bzw. sexuelle Unverklemmtheit der Autorin als neu, befreiend oder verwerflich empfunden. In der Folge avancierte Rukšāne zum „Sex-Guru“ Lettlands und machte beruflich als Kolumnistin und Chefredakteurin sowie als freie Autorin Karriere.
2001 wurde Rukšāne mit dem Spezialpreis der internationalen Jury des lettischen Stückefestivals „Skate 2001“ für ihr Theaterstück Rit atbrauks Florinda (dt. Morgen kommt Florinda) ausgezeichnet.
Dace Rukšāne hat drei erwachsene Töchter. Seit 2009 ist sie in zweiter Ehe mit dem Unternehmer Ainārs Ščipčinskis verheiratet. Am 6. Oktober 2018 wurde sie als Abgeordnete der Partei Attīstībai/Par! in die Saeima, das Parlament der Republik Lettland, gewählt. Bei der Parlamentswahl in Lettland 2022 scheiterte ihre Partei knapp an der 5 %-Hürde.

## Bibliographie (Auswahl)
Lettischsprachige Veröffentlichungen
- romāniņš (novellette). Roman. Atēna, Riga 2002 (= Pirmais romāns), ISBN 9984-635-88-0
- Beatrises gultas stāsti (Beatrices Bettgeschichten). Roman. Atēna, Riga 2002, ISBN 9984-34-007-4
- Kāpēc tu raudāji? (Warum weintest du?). Roman. Atēna, Riga 2003, ISBN 9984-34-065-1
- Simts seksīgas sestdienas (Hundert sexy Samstage). Kolumnen. Dienas Grāmata, Riga 2005, ISBN 9984-9845-5-9
- Sarunas par attiecībām (Gespräche über Beziehungen). Kolumnen. Dienas Grāmata, Riga 2008, ISBN 978-9984-789-72-9.
- Ķīpsalas putni (Die Vögel von Kiepenholm). Erzählungen. Dienas Grāmata, Riga 2009, ISBN 978-9984-847-06-1
- Mīlasstāsti (Liebesgeschichten). Erzählungen. Zvaigzne ABC, Riga 2015, ISBN 978-9934-0-5430-3
- Latviskais laimes kods (Der lettische Glückscode). 60 Essays. Zvaigzne ABC, Riga 2017, ISBN 978-9934-0-7281-9
- Krieva āda ([Die] Haut bzw. [das] Leder des bzw. eines Russen / Russisch Leder / Cuir de Russie). Roman. Dienas grāmata, Riga 2020, ISBN 978-9934-54-699-0
- Džikī (Jicky). Roman. Dienas grāmata, Riga 2023, ISBN 978-9934-595-77-6

Übersetzungsarbeiten
- Henrijs Millers: Tas trakais, trakais Harijs. (Englischer Originaltitel: Henry Miller: Just Wild About Harry, 1963). Inszeniert 2005 am Rigaer Latvijas Dailes teātris
- Īva Enslere: Vagīnas monologi. (Englischer Originaltitel: Eve Ensler: The Vagina Monologues). Inszeniert 2003 am Rigaer Latvijas Dailes teātris, Buchausgabe: Atēna, Riga 2004

Deutschsprachige Veröffentlichungen
- Warum hast du geweint. Ammann Verlag, Zürich 2007 (= Meridiane 106), ISBN 978-3-250-60106-7; Fischer Taschenbuch 2009 (Roman; Übersetzung von Matthias Knoll, lettischer Originaltitel: Kāpēc tu raudāji?, 2003)
- Morgen kommt Florinda. Theaterstückverlag, München 2007. (Theaterstück; Übersetzung von Matthias Knoll, lettischer Originaltitel: Rit atbrauks Florinda)[4]
- Nichts passiert oder ZARA forever. (Kurzgeschichte; Deutsch von Matthias Knoll, ISBN 978-3-86150-802-1); in Der Rabe. Magazin für jede Art von Literatur, Nr. 65. Haffmans Verlag bei Zweitausendeins, Frankfurt 2007